# Cynoglossus heterolepis
Cynoglossus heterolepis is een straalvinnige vissensoort uit de familie van de hondstongen (Cynoglossidae). De wetenschappelijke naam van de soort is voor het eerst geldig gepubliceerd in 1910 door Weber.